# Reconhecimento celular
Reconhecimento celular, reconhecimento intercelular ou histocompatibilidade celular é o processo pelo qual as moléculas de carboidrato constituem a base química para o reconhecimento mútuo entre as células. Desses açúcares se valem igualmente as bactérias, para identificar sua célula hospedeira, as células do sistema imunológico, para distinguir o tecido doente. O carbohidratos também dirigem a organização dos embriões.
Também o reconhecimento celular se dá entre os ácidos graxos entre as células sanguíneas.

## Descobrimento
Em 1952, Aaron Moscona, da Universidade de Chicago, separou as células de um embrião de galinha ao incubá-las em uma solução enzimática e agitá-las suavemente. Mas observou que não permaneciam separadas, senão que voltavam a reunir-se em um novo agregado.
Moscona observou também que, quando as células retinianas e hepáticas convergiam assim, as retinianas emigravam até o interior da massa celular.
Três anos depois, Philip L. Townes e Johannes Holtfreter da Universidade de Rochester realizaram um experimento similar com células de embrião de anfíbio, as quais reorganizaram-se em camadas de tecidos como aqueles das quais haviam se originado.
Estas experiências e inúmeras observações demonstram a habilidade precisa das células de reconhecerem-se umas as outras e apresentarem respostas a tais estímulos. O esperma, por exemplo, pode distinguir ovos de suas própria espécie daqueles de outras, e ligar-se-ão somente com o adequado. Algumas bactérias estabelecem-se preferencial no aparelho intestinal ou urinário; outras possuem preferência por outros órgãos.

## Reconhecimento celular, sexualidade e evolução
Os processos do surgimento da reprodução sexuada foi um dos impulsos fundamentais à evolução dos seres vivos. Tanto nos organismos unicelulares quanto multicelulares, a sexualidade, por permitir a troca de material genético, tonou-se uma das maiores forças condutoras do processo evolutivo. Simultaneamente, a sexualidade requer estruturas de superfície para o reconhecimento e acoplamento específico das células  dos dois tipos de gametas. Alberto Monroy recentemente sugeriu que o sistema de reconhecimento intercelular é filogeneticamente relacionado ao aparecimento da sexualidade.. Conexão filogenética entre a sexualidade e o reconhecimento celular tem sido sugerido por Bennet et al.. Trabalho de Alberto Monroy e Floriana Rosati corrobora esta ideia.
O reconhecimento celular, seus mecanismos e a ação de agentes que o promovam é uma questão fundamental no cultivo de células, processo de muitas aplicações em pesquisa em biologia e áreas relacionadas, assim como na medicina, em campos como as aplicações das células tronco.